# Boischampré
Boischampré é uma comuna francesa na região administrativa da Normandia, no departamento de Orne. Estende-se por uma área de 46.40 km². Em 2010 a comuna tinha 1 229 habitantes (densidade: 26,5 hab./km²).
Foi criada em 1 de janeiro de 2015, a partir da fusão das antigas comunas de Saint-Christophe-le-Jajolet, Marcei, Saint-Loyer-des-Champs and Vrigny.